# Сичик-горобець індійський
Си́чик-горобе́ць індійський (Glaucidium radiatum) — вид совоподібних птахів родини совових (Strigidae). Мешкає на Індійському субконтиненті.

## Опис

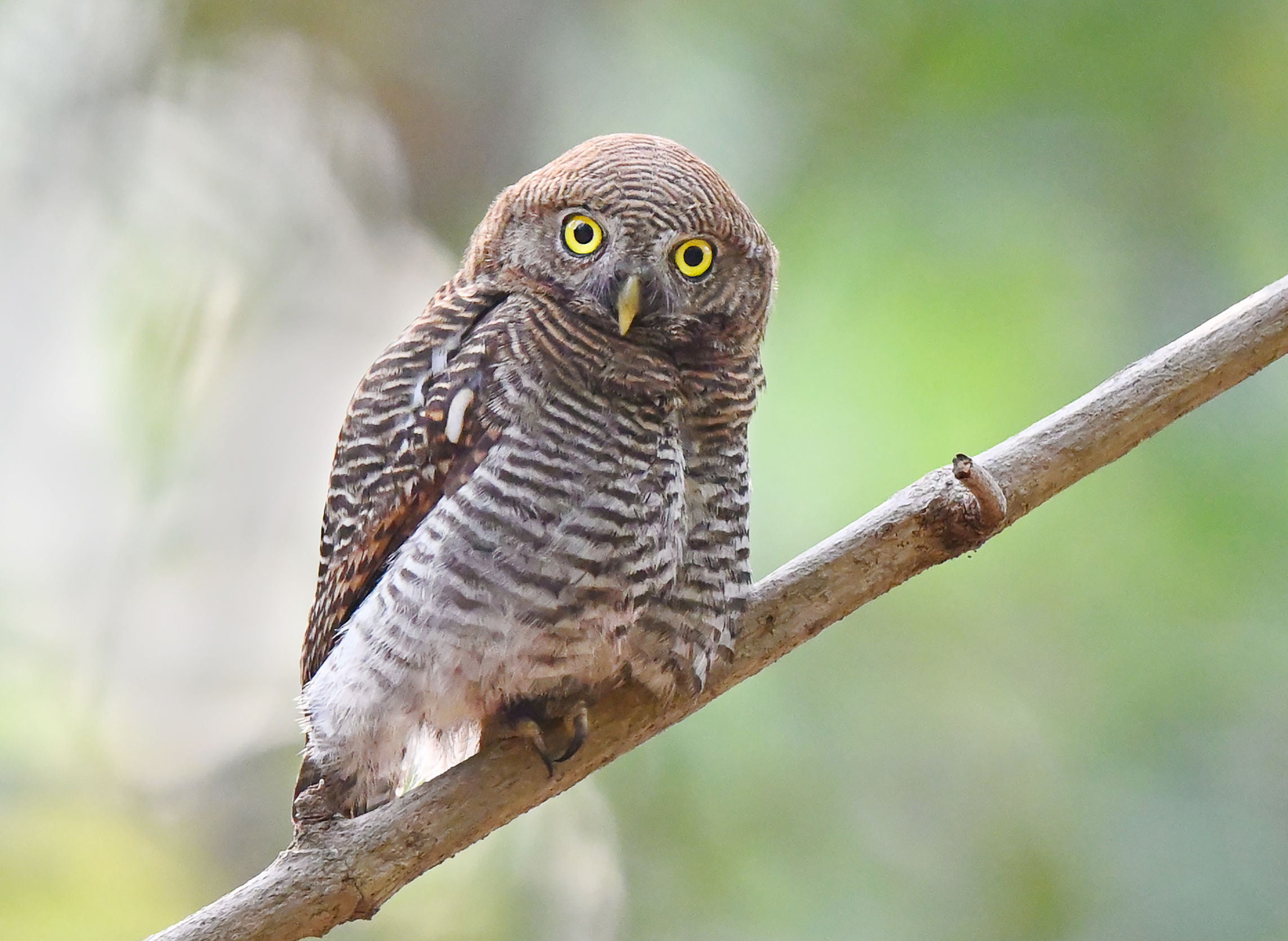
Індійський сичик-горобець

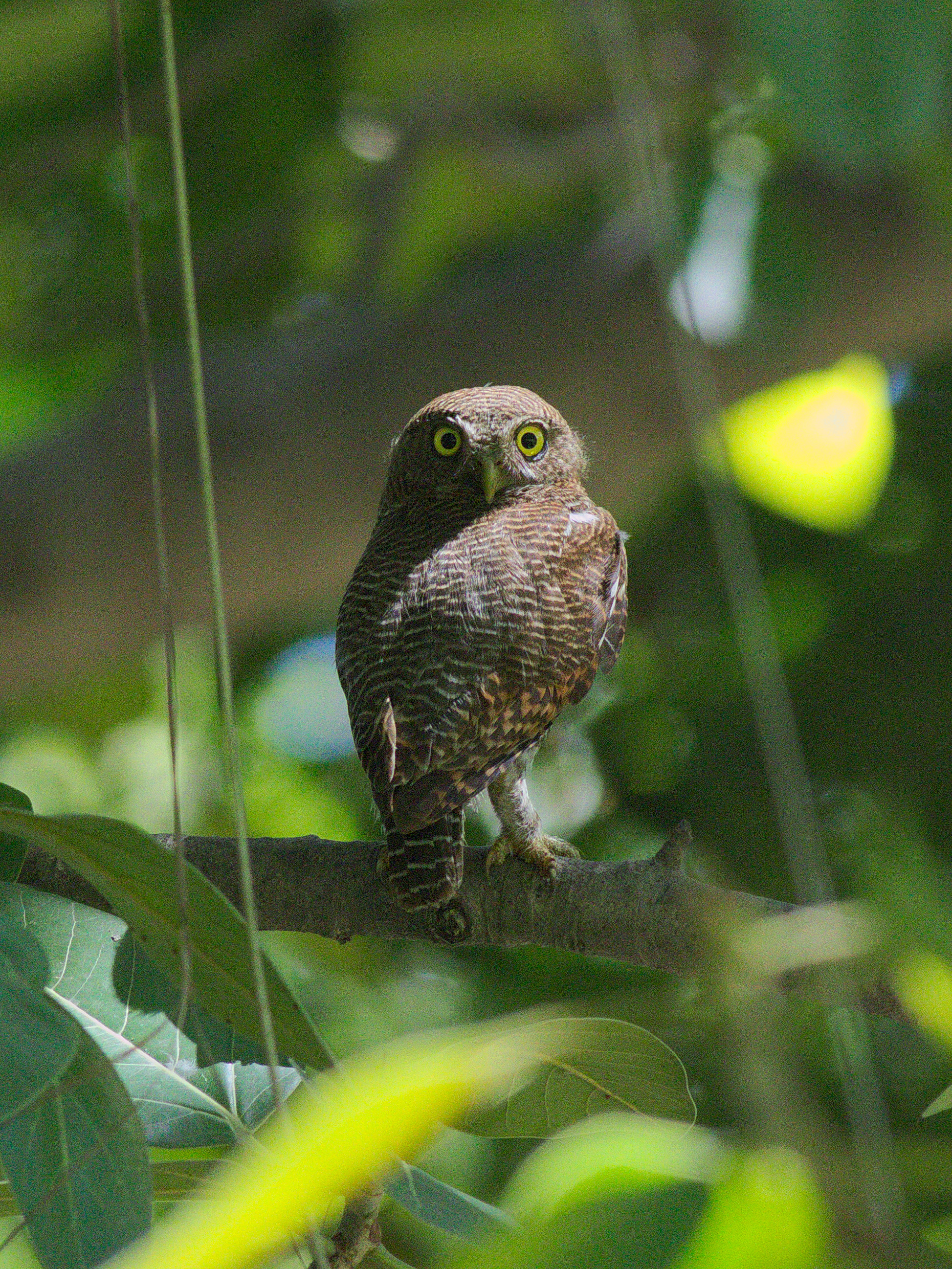
Індійський сичик-горобець

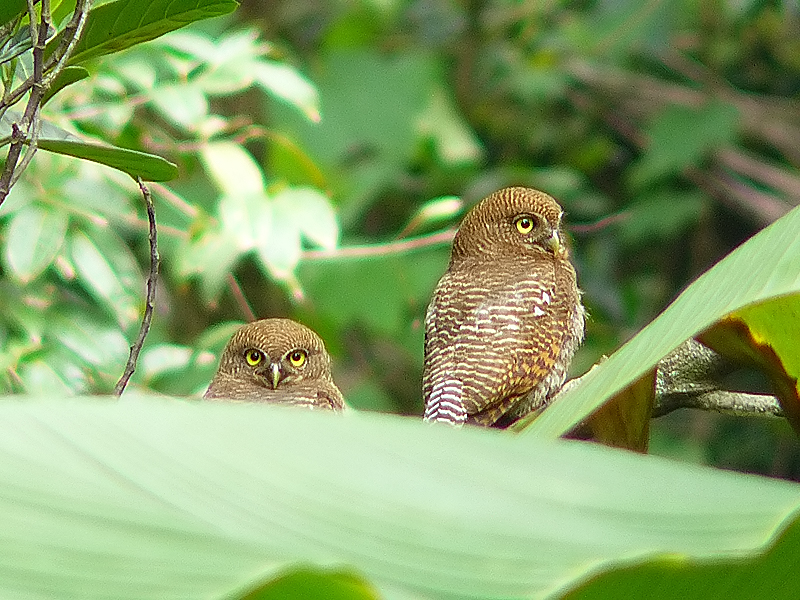
Пара індійських сичиків-горобців (підвид G. r. malabaricum)

Довжина птаха становить 20 см, вага 88-114 г. Довжина крила становить 12,4-12,7 см, довжина хвоста 6,2-8,4 см. Самиці є дещо більшими за самців. Голова округла, лицевий диск не виражений. Верхня частина тіла темно-коричнева, голова і шия поцятковані рудуватими смужками, на шиї вони більш широкі. Спина поцяткована білими або блідо-охристими смужками. Крила округлої форми, на покривних перах крил білі і руді плями, кінчики крил білі. Груди білуваті, поцятковані рудувато-коричневими смужками, решта нижньої частини тіла біла, боки поцятковані сірувато-коричневими смугами. Очі золотисто-жовті, дзьоб і лапи зеленуваті, восковиця зеленувата, на лапах чорні кігті.

## Підвиди
Виділяють два підвиди:
- G. r. radiatum (Tickell, 1833) — від Гімалаїв до західної М'янми, південної Індії і Шрі-Ланки;
- G. r. malabaricum (Blyth, 1846) — Західні Гати.

Цейлонський сичик-горобець раніше вважався підвидом мозамбіцького сичика-горобця, однак був визнаний окремим видом.

## Поширення і екологія
Індійські сичики-горобці мешкають в Індії, Непалі, Бутані, Бангладеш, М'янмі і на Шрі-Ланці. Вони живуть у сухих і вологих тропічних лісах та в чагарникових заростях на берегах річок і озер. Зустрічаються поодинці або парами, в Гімалаях на висоті до 2000 м над рівнем моря, на Шрі-Ланці на висоті до 1100 м над рівнем моря. Ведуть переважно присмерковий спосіб життя, однак бувають активними і вдень. Живлять комахами, дрібними птахами, плазунами і гризунами. Гніздяться в дуплах, на висоті від 3 до 8 м над землею. Часто використовують покинуті гнізда дятлів. В кладці 3-4 білих яйця.